# 哥倫比亞雙電鰩
哥倫比亞雙電鰩（學名：Diplobatis colombiensis），又稱哥倫比亞雙電鱝，為軟骨魚綱電鰩目雙鰭電鰩科雙電鰩屬的一種，被IUCN列為易危保育類動物，分布於中西大西洋哥倫比亞海域，深度30至100公尺，體長可達17公分，棲息在大陸棚沙泥底質海域，為底棲性魚類，屬肉食性，體內的發電器官，可能用來防禦或捕食，生活習性不明。